# Enthemonae
Enthemonae Rodríguez & Daly, 2014 è un sottordine di esacoralli dell'ordine
Actiniaria. Le Enthemonae comprendono la maggioranza degli attiniari con la specificità di avere tutti una tipica disposizione dei mesenteri.

## Descrizione
La caratteristica fisica che contraddistingue gli attiniari è la disposizione dei mesenteri. Nelle Enthemonae, i mesenteri sono disposti ciclicamente, quasi sempre per paia e generalmente in un multiplo di sei. Vi sono mesenteri secondari che si sviluppano nello spazio che separa quelli principali.
Una seconda caratteristica delle Enthemonae sono i muscoli basilari, anche se sono stati persi in alcune famiglie. I muscoli marginali sono anche comuni nel sottordine, anche se si sono evoluti anche in Halcurias e per le Zoanthidea.
La parte aborale può essere arrotondata oppure appiattita, mentre la colonna, sopportata da muscoli marginali, è liscia e a volte con leggere protuberanze. La forma dei tentacoli può variare, anche se sono abitualmente disposti in cicli. Attorno alla bocca sono presenti sifonoglifi.

## Tassonomia
Questo raggruppamento, proposto da Rodríguez et al. nel 2014, include la gran parte delle specie di Actiniaria (in passato incluse nei sottordini Protantheae, Ptychodacteae e Nynantheae).
Comprende le seguenti superfamiglie e famiglie:
- Superfamiglia Actinioidea Rafinesque, 1815
  - Actiniidae Rafinesque, 1815
  - Actinodendridae Haddon, 1898
  - Andresiidae Stephenson, 1922
  - Capneidae Gosse, 1860
  - Condylanthidae Stephenson, 1922
  - Haloclavidae Verrill, 1899
  - Homostichanthidae
  - Iosactinidae Riemann-Zürneck, 1997
  - Limnactiniidae Carlgren, 1921
  - Liponematidae Hertwig, 1882
  - Minyadidae Milne Edwards, 1857
  - Phymanthidae Andres, 1883
  - Preactiniidae England in England & Robson, 1984
  - Ptychodactinidae Appellöf, 1893
  - Stichodactylidae Andres, 1883
  - Thalassianthidae Milne Edwards, 1857
- Superfamiglia Actinostoloidea Carlgren, 1932
  - Actinostolidae Carlgren, 1932
  - Halcampulactidae Gusmão, Berniker, Van Deusen, Harris & Rodríguez, 2019
- Superfamiglia Metridioidea Carlgren, 1893
  - Acontiophoridae Carlgren, 1938
  - Acricoactinidae Larson, 2016
  - Actinoscyphiidae Stephenson, 1920
  - Aiptasiidae Carlgren, 1924
  - Aiptasiomorphidae Carlgren, 1949
  - Aliciidae Duerden, 1895
  - Amphianthidae Hertwig, 1882
  - Andvakiidae Danielssen, 1890
  - Antipodactinidae Rodríguez, López-González & Daly, 2009
  - Bathyphelliidae Carlgren, 1932
  - Boloceroididae Carlgren, 1924
  - Diadumenidae Stephenson, 1920
  - Gonactiniidae Carlgren, 1893
  - Halcampidae Andres, 1883
  - Haliactinidae Carlgren, 1949
  - Hormathiidae Carlgren, 1932
  - Isanthidae Carlgren, 1938
  - Kadosactinidae Riemann-Zürneck, 1991
  - Metridiidae Carlgren, 1893
  - Nemanthidae Carlgren, 1940
  - Nevadneidae Carlgren, 1925
  - Octineonidae Fowler, 1894
  - Ostiactinidae Rodriguez, Barbeitos, Gusmao & Haussermann, 2012
  - Phelliidae Verrill, 1868
  - Sagartiidae Gosse, 1858
  - Sagartiomorphidae Carlgren, 1934
  - Spongiactinidae Sanamyan N., Sanamyan K. & Tabachnick, 2012